# Безразмерная величина
Безразмерная величина (величина с размерностью единица, безразмерностная величина) — физическая величина, в размерность которой все сомножители, соответствующие основным физическим величинам данной системы физических величин, входят в степени, равной нулю.
Например, плоский угол, определяемый как отношение длины дуги окружности, заключённой между двумя радиусами, к длине радиуса, в силу приведённого выше определения является безразмерной (точнее, безразмерностной) величиной.
Безразмерными (следуя определению) являются относительные величины, например, относительная плотность (плотность тела по отношению к плотности воды), индекс вязкости, относительное удлинение, относительные магнитная и диэлектрическая проницаемости, а также критерии подобия (числа Рейнольдса, Прандтля и другие).
Количество каких-либо объектов также является безразмерной величиной. Например, количество электронов в атоме или количество атомов в образованной из них молекуле.
Величина, безразмерная в одной системе физических величин, может оказаться размерной в другой системе. Например, электрическая постоянная {\displaystyle \varepsilon _{0}} в электростатической системе СГСЭ является безразмерной величиной, а в Международной системе величин (англ. International System of Quantities, ISQ) имеет размерность {\displaystyle \operatorname {dim} \varepsilon _{0}=} L−3M−1T4I2. Величины, являющиеся отношением двух однородных величин, являются безразмерными в любой системе.
Единицами измерения безразмерных величин в общем случае являются числа. Когерентной производной единицей для безразмерной производной величины является число один (обозначение символом «1»), при этом наименование и обозначение единицы измерения один (1) обычно не указывают. Единицам измерения некоторых безразмерных величин присваивают наименования. Например, единица измерения плоского угла: радиан. Относительные величины выражают также в процентах и промилле, логарифмические — в децибелах (дБ, dB) и неперах (Нп, Np).